# 邵在鴻
邵在鴻（英语 Jay Shaw），1965年出生，香港航空业著名企业家、慈善家，现任亚翔航空董事总经理。

## 简历
早年留学美国，获得南加州大学环境设计学学士学位和建筑学位。
2005年，在香港合资创立亚联公务机公司，服务中国大陆民航。亚联公务机公司是中国最早的现代机务管理公司。曾创立航空业咨询公司Sea to Sky。
曾担任香港 Metrojet公司航空销售总监、Heliservices公司航空销售总监、加拿大庞巴迪Bombardier Aerospace Flexjet Asia Pacific 销售和市场总监。
曾任BAA Jet Management Ltd董事会副主席，负责机务管理，但于2008年6月离职。
现任希科金融（亚洲）有限公司常务董事，亚翔航空有限公司常务董事、董事总经理，航空业投资公司Prosperous Sky Investments Ltd董事 。是亚洲文化协会香港分会赞助人赞助人。

## 家族
祖籍浙江镇海县，今宁波市镇海区。出自邵逸夫家族，是香港前电影电视大亨邵逸夫侄孙。曾祖邵行银，祖父邵行银次子邵邨人，父邵邨人八子邵維錫 （Victor Shaw），母丁寧为邵氏影业明星。妻馮詠愛（Shaw, Fung Marissa），是馮秉芬孫女。

## 外部资料
- 邵在鸿的传奇人生 （页面存档备份，存于）

## 出处
1. 1 2  .   [2014-05-23]. （原始内容存档于2014-05-23）.
2. ↑   (PDF).   [2014-05-23]. （原始内容存档 (PDF)于2014-05-23）.
3. ↑   (PDF).   [2014年1月10日]. （原始内容存档 (PDF)于2014年1月10日）.
4. 1 2 3  .   [2014-05-23]. （原始内容存档于2014-05-24）.
5. ↑  BAA JET MANAGEMENT LTD的邵在鴻先生決定於二 00 八年六月底離職而另覓發展 的存檔，存档日期2014-05-24.
6. ↑  .   [2014-05-23]. （原始内容存档于2014-05-24）.
7. ↑   (PDF). 2011-06  [2014年1月10日]. （原始内容存档 (PDF)于2012年9月3日）.